# 陽新戰鬥 (抗日戰爭)
陽新戰鬥發生於1938年9月20日－10月10日，地點則是在中國湖北東阳新县一帶。是抗日戰爭主要戰鬥之一，交戰一方為守軍之國民革命軍，另一方則為日軍。